# Фернандо Кірога-Паласіос
Ферна́ндо Кір́ога-Пала́сіос (ісп. Fernando Quiroga Palacios; 21 січня 1900 — 7 грудня 1971) — кардинал Католицької церкви. Архієпископ Компостельський (1949—1971). Народився у Маседі, Іспанія. Священик Сантьяго-де-Компостельської архідіоцезії (1922—1945). Під час Громадянської війни в Іспанії підтримував праві сили, але, одночасно, опікувався республіканцями, що опинилися в полоні, й захищав їхні права. Випускник Папського Біблійного Інституту, доктор теології. Єпископ Мондоньєдоський (1945—1949). Кардинал-священик Церкви святого Августина (з 1953). Брав участь у конклавах 1958 і 1963 років. Працював отцем-радником на чотирьох сесіях Другого Ватиканського собору. Голова конференції єпископів Іспанії (1966—1969). Помер у Мадриді, Іспанія. Похований у Компостельському соборі святого Якова.

## Біографія
- 21 січня 1900: народився у Маседі, Іспанія.
- 10 червня 1922: у віці 22 років прийняв таїнство священства; став священиком Сантьяго-де-Компостельської архідіоцезії[3].
- 25 листопада 1945: у віці 45 років призначений єпископом Мондоньєдським[3].
- 24 березня 1946: у віці 46 років висвячений єпископом Мондоньєдським[3].
- 4 червня 1949: у віці 49 років призначений архієпископом Компостельським[3].
- 12 січня 1953: у віці 52 років призначений кардиналом-священиком Церкви святого Августина[3].
- 7 грудня 1971: у віці 71 року помер в Мадриді, Іспанія.